# Храм Радхараманы (Вриндаван)
Храм Радхарама́ны — кришнаитский храм в священном месте паломничества индуизма Вриндаване, который знаменит тем, что там находится мурти Радхарамана — известное божество Радха-Кришны, одно из семи основных божеств Вриндаваны согласно традиции гаудия-вайшнавизма. Построен в 1542 году по инициативе Гопалы Бхатты Госвами. Радхарамана означает «Тот, кто услаждает Радху». Это одно из имён Кришны. В храме нет Радхи, но её символизирует корона рядом с Кришной.
Божество Радхарамана известно тем, что беспрерывно пребывает во Вриндаване дольше чем какое-либо иное мурти. Радхараман остался во Вриндаване даже во время иконоборческих набегов мусульманского правителя Аурангзеба в XVII веке, когда практически все другие мурти были вывезены за пределы города и спрятаны.
Божество Радхарамана обычно одевают в жёлтые одеяния, украшают гирляндами и павлиньими перьями. В ушах его — серьги в форме акул; на лбу — красивая тилака.
Храм открыт: летом — мангала 04:00; даршан 08:00—12:З0 и 18:00—20:00;
зимой — мангала 05:30; даршан 08:00—12:30 и 18:00—20:00.

## История явления божества Радхараманы
Явление мурти Радхарамана описывает биограф Гопала Бхатты Госвами Нарахари Чакраварти в четырёх стихах своего труда «Бхакти-ратнакара» (4.315-19). История явления Радхарамана и основания храма тесно связана с одним из вриндаванских госвами — Гопалой Бхаттой Госвами. В «Чайтанья-чаритамрите» описывается путешествие Чайтаньи по Южной Индии, во время которого он посетил Шрирангам и встретился с отцом Гопала Бхатты, Вьенкатта Бхаттой, — одним из священников знаменитого храма Вишну в Шрирангаме («Чайтанья-чаритамрита» 2.9.82-165).
Гопала был младшим сыном Вьенкатты Бхатты. Ему было всего семь лет, но он часто присутствовал при беседах своего отца с Чайтаньей, который очень привлёк сердце мальчика. Чайтанья часто давал ему остатки своего прасада, таким образом благословляя его. Будучи удовлетворён искренним служением и преданностью Гопала, Чайтанья посвятил его в ученики и приказал ему после смерти родителей поселиться во Вриндаване, совершать там пуджу и писать книги. Когда Гопале Бхатте исполнилось 30 лет и его родители умерли, он, следуя наставлениям Чайтаньи, поселился во Вриндаване.
После ухода Чайтаньи Махапрабху, Гопала Бхатта Госвами почувствовал огромную разлуку с ним. Чайтанья однажды явился ему во сне, и желая успокоить его, сказал: «Если хочешь получить мой даршан, то отправляйся в Непал».
В Непале Гопала Бхатта нашёл в реке Кали-Гандаки двенадцать Шалаграма-шил. Он взял их с собой, но, возвратившись во Вриндаван, почувствовал себя очень падшим и решил, что не обладает соответствующей квалификацией, чтобы поклоняться им. Проделав долгую и трудную дорогу назад, Гопала Бхатта Госвами хотел поместить Шалаграмы обратно в реку, но они вновь и вновь заскакивали ему обратно в руки, не желая оставаться в воде. Увидев в происходящем знак свыше, Гопала Бхатта принёс Шалаграма-шилы обратно во Вриндаван и начал поклоняться им. До конца своей жизни он носил их на шее, обёрнутыми в ткань.
В 1542 году Гопала Бхатта получил даршан Чайтаньи. Как-то раз, во время фестиваля, посвящённого дню явления Нарасимхи, один богатый купец приехал посмотреть на известного святого вайшнава Гопалу Бхатту Госвами. Поражённый, он пожертвовал ему очень красивую ткань для поклонения и множество драгоценностей, которые Гопала Бхатта предложил своим Шалаграм-шилам. Той же ночью, проведя арати и предложив им пищу, Гопала Бхатта уложил Шалаграмы в корзину для отдыха, накрыв их подаренной купцом тканью, и пошёл совершать свою медитацию.
Утром, приняв омовение в Ямуне, он пришёл будить шилы и обнаружил, что крышка корзины была полуоткрыта. Сперва он подумал, что должно быть это змея заползла в корзину. Открыв ткань, он увидел, что среди них лежит мурти. Один из Шалаграмов, Дамодара-шила, к великой его радости, чудесным образом принял форму мурти Радхарамана. Это был сам Кришна, играющий на флейте. При виде неописуемой красоты божества, Гопала Бхатта Госвами упал ниц и в порыве ликования и любви стал возносить ему молитвы, периодически теряя сознание от духовного экстаза. Описывается, что когда Рупа Госвами и Санатана Госвами увидели прекрасное мурти, из их глаз полились потоки слёз. Радхарамана представляет собой объединённую форму Радхи и Кришны, то есть они неотличны от Чайтаньи, который почитается как их совместная аватара. Таким образом, Чайтанья выполнил своё обещание и дал свой даршан Гопале Бхатте Госвами.
Имя «Радхарамана» означает «Кришна, дарующий наслаждение Радхе». Это произошло недалеко от священного места раса-лилы, и поэтому Гопала Бхатта Госвами назвал это мурти именно так.
Прошло несколько лет. Гопала Бхатта по-прежнему испытывал сильное чувство разлуки с Чайтаньей, и поклонение Радха-раману больше не приносило ему прежнего удовлетворения, тогда, в один прекрасный день, мурти явило себя в образе Чайтаньи, показав таким образом, что Чайтанья есть сам Кришна, проявляющий себя в форме Радхарамана.